# Verrières (Charente)
Verrières é uma comuna francesa na região administrativa da Nova Aquitânia, no departamento de Charente. Estende-se por uma área de 13,37 km². Em 2010 a comuna tinha 359 habitantes (densidade: 26,9 hab./km²).